# Objekt 704
Az Objekt 704 (oroszul: Объект 704) a Szovjetunió által gyártott, prototípus nehéz önjáró löveg volt, melyet ISZ–3 alvázra építettek. Egyetlen prototípusa a háború legvégén készült el, és bár a próbafutásokat sikerrel teljesítette, sorozatgyártásba már sohasem került.

## Neve
Az Objekt (Объект) szót, mely oroszul egyszerűen csak „tárgy”-at jelent a Szovjetunióban széles körben használták a kísérleti, prototípus vagy épp fejlesztés alatt álló páncélos járművekre, sőt egyes vízi járművek is Objekt számot kaptak. A GABTU (a Védelmi Minisztérium Páncélozott Járművek Főigazgatósága) felelős az Objekt számok kiosztásáért a Szovjetunió és az Orosz Föderáció fegyveres erőiben szolgálatba álló szinte valamennyi harckocsi és egyéb harcjármű számára. A kezdő számjegy a tervezőirodának felel meg.
Az Objekt 704 elnevezésen kívül ismert még a Kirovec–2 (Кировец-2) és az ISZU–152 M1945 (ИСУ–152 обр. 1945 г.). Előbbi a Kirov gyárra, míg utóbbi az ISZU–152-esre utal, amelynek az utódjául szánták. Azonban a két páncélvadász szinte minden aspektusban eltér egymástól azt leszámítva, hogy az Objekt 704 is megörökölte a Szovjet Tüzérségi Bizottság által megszabott páncélvadász sziluettet.

## Története és konstrukciója
A jármű fejlesztését 1945-ben kezdték meg a Leningrádi Kirov Gyár főkonstruktőre, Zsozef Kotyin égisze alatt. A cél az ISZU–152 tovább fejlesztése volt egy még erősebb, jobban páncélozottabb és összességében hatékonyabb járművé. A harckocsi a korábbi ISZU fejlesztésekhez képest egy teljesen új konstrukció volt. Alvázát az ISZ–3-as nehéz harckocsiktól örökölte, míg a felépítménye a korábbiakhoz képest teljesen egyedi volt. A jármű frontpáncélját 40°-os szögben bedöntötték és a korábbi 90 mm-ről, mintegy 120 mm-re növelték.  Egy ilyen erejű páncél szinte bárminek ellen tudott állni, amivel a németek rendelkeztek és ez emelte az Objekt 704-et a háború legvédettebb szovjet páncélvadászává. A páncél legvastagabb része a lövegpajzsnál elérte a 320 mm-t is. Mindemellett az ISZU teljes újratervezésének köszönhetően a jármű súlya mindössze alig másfél tonnával nőtt meg. Ráadásul a jármű magasságát rekord alacsonyra sikerült csökkenteni, mindössze 2240 mm-re. 

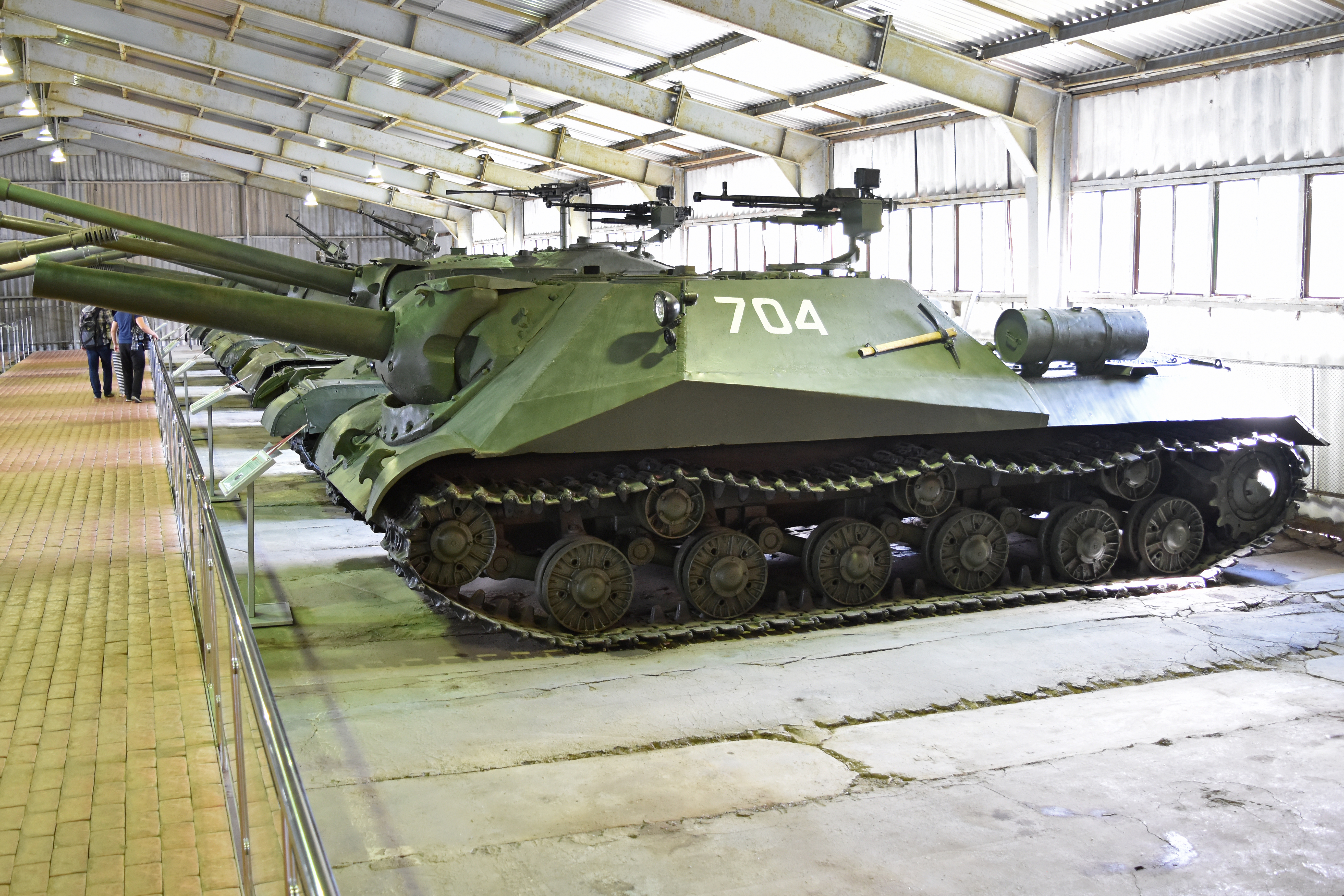
Jól látható a páncélzat több irányba történt bedöntése.

A jármű fegyverzetül, a Fjodor Fjodorovics Petrov által tervezett, 1944-es ML–20SM típusú, csőszájfék nélküli tarack ágyú lett. Ennek maximális lőtávolsága 13 km volt, míg a tankon belül 20 lövedék volt hozzá szállítható. A robbanó lövedékek súlya meghaladta a 48 kg-ot, míg kilőve 650 m/s-os torkolati sebességgel rendelkezett.
A korábbi SZU és ISZU páncélvadászokkal ellentétben az Objekt 704 ágyúja már a járműtest közepén és nem pedig attól balra tolva helyezkedett el.
Legfőbb problémájának az bizonyult, hogy a rengeteg irányba bedöntött frontpáncél, illetve a magasság drasztikus csökkentése - még a szélesség növelése mellett is - nagyban redukálta a belsőtér méretét.

## Fordítás
- Ez a szócikk részben vagy egészben  a(z)   ИСУ-152 образца 1945 года című orosz Wikipédia-szócikk ezen változatának fordításán alapul.  Az eredeti cikk szerkesztőit annak laptörténete sorolja fel. Ez a jelzés csupán a megfogalmazás eredetét és a szerzői jogokat jelzi, nem szolgál a cikkben szereplő információk forrásmegjelöléseként.